# Anda Perianu
Anda Perianu (n. 4 iulie 1980, Brăila, România) este o fostă jucătoare profesionistă de tenis română.
Pe 24 iulie 2006 ea a ajuns pe locul 120, cea mai bună clasare la simplu în clasamentul WTA, în timp ce la dublu, cea mai bună clasare a fost locul 213, atins pe 22 mai 2006.
Antrenorul ei a fost Silviu Tănăsoiu.

## Finale în circuitul ITF

### Simplu: 14 (3-11)
| Legendă                    |
| -------------------------- |
| Turnee 100.000 $           |
| Turnee 75.000 $ / 80.000 $ |
| Turnee 50.000 $ / 60.000 $ |
| Turnee 25.000 $            |
| Turnee 15.000 $            |
| Turnee 10.000 $            |

| Rezultat     | No. | Data              | Turneu                    | Suprafață | Adversară           | Scor          |
| ------------ | --- | ----------------- | ------------------------- | --------- | ------------------- | ------------- |
| Finalistă    | 1.  | 29 iunie 2004     | Southlake, Statele Unite  | Hard      | Nicole Leimbach     | 0-6, 4-6      |
| Finalistă    | 2.  | 20 iulie 2004     | Evansville, Statele Unite | Hard      | Nicole Leimbach     | 3-6, 1-6      |
| Finalistă    | 3.  | 25 ianuarie 2004  | Clearwater, Statele Unite | Hard      | Ahsha Rolle         | 4-6, 3-6      |
| Câștigătoare | 4.  | 11 ianuarie 2005  | Tampa, Statele Unite      | Hard      | Yanze Xie           | 7-5, 5-7, 6-4 |
| Câștigătoare | 5.  | 17 mai 2005       | El Paso, Statele Unite    | Hard      | Raquel Kops-Jones   | 3-6, 7-6, 6-2 |
| Câștigătoare | 6.  | 24 mai 2005       | Houston, Statele Unite    | Hard (i)  | Raquel Kops-Jones   | 6-2, 6-3      |
| Finalistă    | 7.  | 21 iunie 2005     | Edmond, Statele Unite     | Hard      | Sarah Riske         | 6-3, 3-6, 4-6 |
| Finalistă    | 8.  | 19 iulie 2005     | Hammond, Statele Unite    | Hard      | Miho Saeki          | 3-6, 6-2, 1-6 |
| Finalistă    | 9.  | 18 octombrie 2005 | Houston, Statele Unite    | Hard      | Amy Frazier         | 3-6, 6-3, 4-6 |
| Finalistă    | 10. | 5 februarie 2006  | Rockford, Statele Unite   | Hard (i)  | Stéphanie Dubois    | 6–7, 3–6      |
| Finalistă    | 11. | 9 aprilie 2006    | Pelham, Statele Unite     | Zgură     | Vasilisa Bardina    | 1–6, 4–6      |
| Finalistă    | 12. | 29 aprilie 2007   | Sea Island, Statele Unite | Zgură     | Julie Ditty         | 3–6, 2–6      |
| Finalistă    | 13. | 13 octombrie 2008 | St. Louis, Statele Unite  | Hard      | Lindsey Hardenbergh | 5-7, 6-7      |
| Finalistă    | 14. | 25 mai 2009       | Sumter, Statele Unite     | Hard      | Petra Rampre        | 1–6, 4–6      |

| Legend                     |
| -------------------------- |
| Turnee 100.000 $           |
| Turnee 75.000 $ / 80.000 $ |
| Turnee 50.000 $ / 60.000 $ |
| Turnee 25.000 $            |
| Turnee 15.000 $            |
| Turnee 10.000 $            |

| Rezultat     | No. | Data              | Turneu                    | Suprafață | Parteneră            | Oponente în finală                | Scor            |
| ------------ | --- | ----------------- | ------------------------- | --------- | -------------------- | --------------------------------- | --------------- |
| Finalistă    | 1.  | 13 iulie 2004     | Baltimore, Statele Unite  | Hard      | Kelly Schmandt       | Arpi Kojian Nicole Melch          | 6-7 (5) 6-3 3-6 |
| Câștigătoare | 1.  | 17 mai 2005       | El Paso, Statele Unite    | Hard      | Beau Jones           | Krista Damico Cristina Moros      | 7-5 6-3         |
| Câștigătoare | 2.  | 24 mai 2005       | Houston, Statele Unite    | Hard      | Kaysie Smashey       | Raquel Kops-Jones Aleke Tsoubanos | 4-6 6-2 6-4     |
| Câștigătoare | 3.  | 17 iulie 2005     | Louisville, Statele Unite | Hard      | Natalia Dziamidzenka | Teryn Ashley Julie Ditty          | 7-5 2-6 6-4     |
| Finalistă    | 2.  | 29 aprilie 2007   | Sea Island, Statele Unite | Zgură     | Chanelle Scheepers   | Raquel Kops-Jones Lilia Osterloh  | 5–7, 3–6        |
| Câștigătoare | 4.  | 27 iunie 2008     | Padova, Italia            | Zgură     | Liana Ungur          | Mailen Auroux Carmen Klaschka     | 6–3, 6–3        |
| Câștigătoare | 5.  | 19 octombrie 2008 | St. Louis, Statele Unite  | Hard      | Anna Orlik           | Tomoko Dokei Mami Inoue           | 6–2, 6–1        |

|  | Acest articol biografic despre un jucător de tenis este un ciot. Puteți ajuta Wikipedia prin completarea lui! |

|  | Acest articol biografic despre un român este un ciot. Puteți ajuta Wikipedia prin completarea lui! |